# Francisco Jesús Serrano
Francisco Jesús Serrano Castro (Larache, Protectorado español de Marruecos, 10 de octubre de 1932-Valencia, 10 de noviembre de 2002) fue un historietista e ilustrador español.

## Biografía
Francisco Jesús Serrano Castro nació el 10 de octubre de 1932 en Larache, que era entonces una de las ciudades más importantes del Protectorado español de Marruecos; después vivió un tiempo en Ronda, Málaga, y al estallar la Guerra Civil, volvió a Marruecos, (Tetúan). 
Estudió en el colegio José Antonio, de Tetuán.[cita requerida]
Se inició como historietista en la editorial Valenciana, en 1957, enviando los dibujos desde Tetuán, pero como ese método era inviable a largo plazo, tras casarse, se trasladó a Valencia en 1958. Comenzó publicando  algunas historietas de relleno para la Editorial Valenciana generalmente de temas del Oeste y bélicos.
Para la misma editorial realizó algunos cuadernos de la serie "comandos".
Más tarde le encargaron que continuara una colección que había empezado Vañó. Esta colección se titulaba "Milton el corsario" y la llevó hasta el final (ciento y pico de números).
Tres años más tarde pasó a colaborar con la Editorial Maga también de Valencia.
Para esta editorial, hizo las series "El Duende",  "Coraza" y el "Espíritu de la selva", (cuyo principio de esta última fue de López Blanco).  Hizo también algunos cuadernos sueltos de otras colecciones como "África", de la serie atletas y qué más tarde continuo Luis Catalá (gran dibujante colaborador en muchos de sus trabajos y amigo).  Colaboró en las revistas "pantera negra" y "flecha roja" con aventuras sueltas, así como páginas de "historia" (aguadas) y cromos a todo color.
También para la Editorial Maga, hizo algunas tapas de distintas colecciones, entre ellas, (de la serie Meteoro), espía, tapas estas pintadas al gouache con temas de la Segunda Guerra Mundial. Colaboró también con las Ediciones Toray, de Barcelona, en la confección de algunos cuadernos para los números extra de "Hazañas Bélicas" y "hazañas del Oeste". Estos trabajos los firmaba con el seudónimo de Yibli (que significa Serrano) 
En la segunda época de Editorial Maga, cuando ésta se dedicó solo a la edición de cromos, fue el dibujante ilustrador exclusivo de todas sus publicaciones. Hizo alrededor de 30 colecciones de cromos, que una media de 250 cromos por colección nos da 7500 cromos con sus correspondientes álbumes, páginas interiores y textos.
Los temas de estas colecciones eran diversos: ciencias, razas humanas, automóviles, motos, arte, cuentos infantiles, historia, batallas, geografía, armas, deportes, ciencia ficción, etcétera.
Estos últimos trabajos, a partir de 1979, fue alternándolos con otros de publicidad y diseño comercial.
Ha colaborado igualmente con varios fabricantes de juguetes y varias litografías, en ilustraciones para libros con otras editoriales, folletos, catálogos, etcétera.
En 1985, Editorial Maga deja de existir, con lo cual, su dedicación se centra exclusivamente en el diseño comercial y la creación de juegos de sobremesa.
Desde 1985 hasta principios del 92 trabajó para juguetes Falomir en la creación y realización de juegos de sobremesa, más de un centenar de juegos, para todas las edades. Juegos de misterio, de preguntas, didácticos, educativos, de entretenimiento, etcétera.

## Obra
| Años | Título                           | Guionista                                | Tipo                         | Publicación            |
| ---- | -------------------------------- | ---------------------------------------- | ---------------------------- | ---------------------- |
| 1957 | Milton, el Corsario núms. 62-130 | Federico Amorós, Vicente Tortajada, etc. | Serial                       | Valenciana             |
| 1961 | El Duende                        |                                          | Serial                       | Maga                   |
| 1961 | El Espíritu de la Selva          | Juan Antonio de Laiglesia                | Serial                       | Maga                   |
| 1962 | Coraza                           | Pedro Quesada                            | Serial con Pérez Fajardo     | Maga                   |
| 1964 | La Historia ilustrada            |                                          | Serie con Miguel Quesada     | Pantera Negra          |
| 1964 | Láminas de Historia              | Miguel Quesada                           | Serie                        | Flecha Roja            |
| 1964 | Marco, el Gladiador              |                                          | Serial                       | El Defensor de la Cruz |
| 1964 | Martín Gaucho                    |                                          | Serial tras otros dibujantes | Maga                   |
| 1964 | África núms. 1-16                |                                          | Serial                       | Maga                   |
| 1965 | Escuela de Hombres               | Profesor Óscar                           | Serie                        | Flecha Roja            |
| 1965 | Costumbres de los indios         |                                          | Serie                        | Flecha Roja            |
| 1965 | El mundo de los animales         |                                          | Serie                        | Pantera Negra          |
| 1965 | Inspector S                      |                                          | Serie                        | Pantera Negra          |

Ilustración
| Años | Título                          | Tipo               | N.º de cromos | Publicación   |
| ---- | ------------------------------- | ------------------ | ------------- | ------------- |
| 1964 | Estampas de África              | Cromos recortables |               | Pantera Negra |
| 1967 | La naturaleza y el hombre       | Cromos             | 336           | Maga          |
| 1967 | Cromhistoria                    | Cromos             | 216           | Maga          |
| 1969 | Zoología y botánica             | Cromos             | 288           | Maga          |
| 1970 | Animales y minerales            | Cromos             | 290           | Maga          |
| 1971 | Ciencias                        | Cromos             | 290           | Maga          |
| 1972 | Asia y sus habitantes           | Cromos             | 252           | Maga          |
| 1976 | Panorama                        | Cromos             | 270           | Maga          |
| 1977 | Trajes típicos de todo el mundo | Cromos             | 256           | Maga          |
| 1978 | Familias                        | Cromos             | 270           | Maga          |
| 1978 | Visión de la naturaleza         | Cromos             | 270           | Maga          |
| 1979 | Mundo en guerra                 | Cromos             | 270           | Maga          |